# Tina Wiseman
Tina Wiseman (ur. 26 września 1965 w Honolulu, Hawaje, zm. 20 lutego 2005 we Freeport, Bahamy) – amerykańska aktorka telewizyjna i piosenkarka pochodzenia polinezyjsko-samoańskiego. Występowała pod pseudonimami artystycznymi Tina Leiu i Tina Lisev. 

## Biografia
Wiseman urodziła się w Honolulu na Hawajach. Jej ojciec był marynarzem, a matka urodziła się i wychowała na Samoa Amerykańskim. Dziadek Wiseman był wodzem, który założył wioskę Futiga na Samoa Amerykańskim, a jej babcia była lokalną uzdrowicielką.
Jako dziecko mieszkała na Hawajach, później dorastała w Portland w stanie Oregon. Po ukończeniu szkoły średniej pracowała jako kierowca ciężarówki przy robotach drogowych, a następnie wygrała kilka konkursów piękności i konkursy fitness kobiet. Na początku lat 90. przeniosła się do Miami na Florydzie, gdzie pracowała jako DJ-ka w loży VIP klubu Billboard Live in South Beach, a także rozpoczęła studia na kierunku masażystka terapeutyczna.
Początkowo swoją karierę w show-biznesie związała z branżą reklamową występując w spotach telewizyjnych oraz reklamach drukowanych. Od 1997 występowała w filmach niezależnych. W latach 2002–2003 występowała w serialu erotycznym Hotel Erotica (emitowanym w nocnym paśmie kanału Cinemax) u boku Candice Michelle, który przyniósł jej telewizyjną sławę. 
Była autorką kilku utworów ("Storm Cloud", "Telekinetic" "Best Trouble" i "Island Girl") wykorzystanych w filmie fabularnym Hey DJ z 2003. W 2004 wydała swój największy przebój pt. To The Club, który zremiksowany został przez włoskiego DJ-a Spankoxa.
Zmarła 20 lutego 2005 we Freeport na Bahamach w wieku 39 lat na obrzęk płuc spowodowany grypą. Jej śmierć zainspirowała twórców gry komputerowej Entropia Universe do utworzenia lokacji w grze o nazwie Memorial Island, w której znajdował się wirtualny pomnik poświęcony jej osobie - Wiseman posiadała również swój własny awatar w tej grze. Była związana z angielskim producentem i graczem gry Entropia Universe - Jonem „Neverdie” Jacobsem.

### Filmografia
| Rok       | Film/serial          | Rola         | Uwagi              |
| --------- | -------------------- | ------------ | ------------------ |
| 1997      | Miami                | ?            | jako Tina Lisev    |
| 1997      | Akademia Kickboxingu | Kickbokserka |                    |
| 1998      | Dark Confessions     | Senora Verde |                    |
| 1998      | Piekielna góra       | Rona         |                    |
| 2002-2003 | Hotel Erotica        | Heidi/Jenny  | serial telewizyjny |
| 2003      | Hey DJ               | Cat          |                    |